# XQc
Félix Lengyel (pronunciación en francés: [feliks lɑ̃ʒɛl], Laval, Quebec, 12 de noviembre de 1995), más conocido como xQc o xQcOW, es un streamer, personalidad de internet y ex jugador profesional de Overwatch canadiense.
Lengyel comenzó su carrera en los deportes electrónicos en 2016, al mismo tiempo que hacía streaming regularmente. En particular, jugó para los Dallas Fuel en la temporada inaugural de la Overwatch League, antes de ser liberado a mitad de temporada debido a repetidas polémicas y suspensiones, así como para el equipo de Canadá en la Copa Mundial de Overwatch de 2017 a 2019.
Tras dejar el Overwatch competitivo, Lengyel se centró en una carrera de streaming a tiempo completo en Twitch, al tiempo que era creador de contenidos para organizaciones como Sentinels y Luminosity Gaming. Aunque ha sido baneado temporalmente en múltiples ocasiones en la plataforma, fue el streamer más visto en Twitch tanto en 2020 como en 2021.

## Carrera

### Transmisión temprana
Lengyel empezó a retransmitir en Twitch cuando tenía 19 años, jugando a League of Legends (LoL), y lo hacía bajo el alias xQcLoL. El alias en línea de xQc procedía de la última letra de su nombre, x, y de la abreviatura de su provincia natal, Quebec, QC. Con el lanzamiento del videojuego Overwatch (OW) de Blizzard Entertainment en 2016, Lengyel pasó a jugar principalmente al título de Blizzard; se convirtió en un sinónimo del juego, por lo que cambió su alias a xQcOW.

### Esports
Lengyel comenzó su carrera en los deportes electrónicos de Overwatch compitiendo en pequeños torneos en línea como jugador de "tanques" para equipos como DatZit Gaming. En octubre de 2016, fue contratado por la organización de esports multijuego Denial Esports. Después de unos meses, Denial se disolvió y los antiguos miembros del equipo operaron como un roster independiente bajo el apodo de Yikes, que más tarde se cambió a Arc 6. El equipo compitió en la Temporada Cero de Overwatch Contenders, y fue entonces cuando su afán competitivo aumentó hasta un nivel alto. "No me importaba dormir o comer bien, ni mantenerme al día con los amigos o la familia", dijo. "Solo encendía el teléfono antes de acostarme. Si tenía un mal rendimiento, dejaba todo de lado y jugaba hasta que me sentía mejor con mi juego". Lengyel también jugó con el equipo de Canadá en su campaña de la Copa Mundial de Overwatch de 2017. Él y el equipo llegaron a la final del torneo, antes de ser derrotados por el campeón defensor, Corea del Sur. A pesar de perder la final, Lengyel fue nombrado el jugador más valioso del evento.

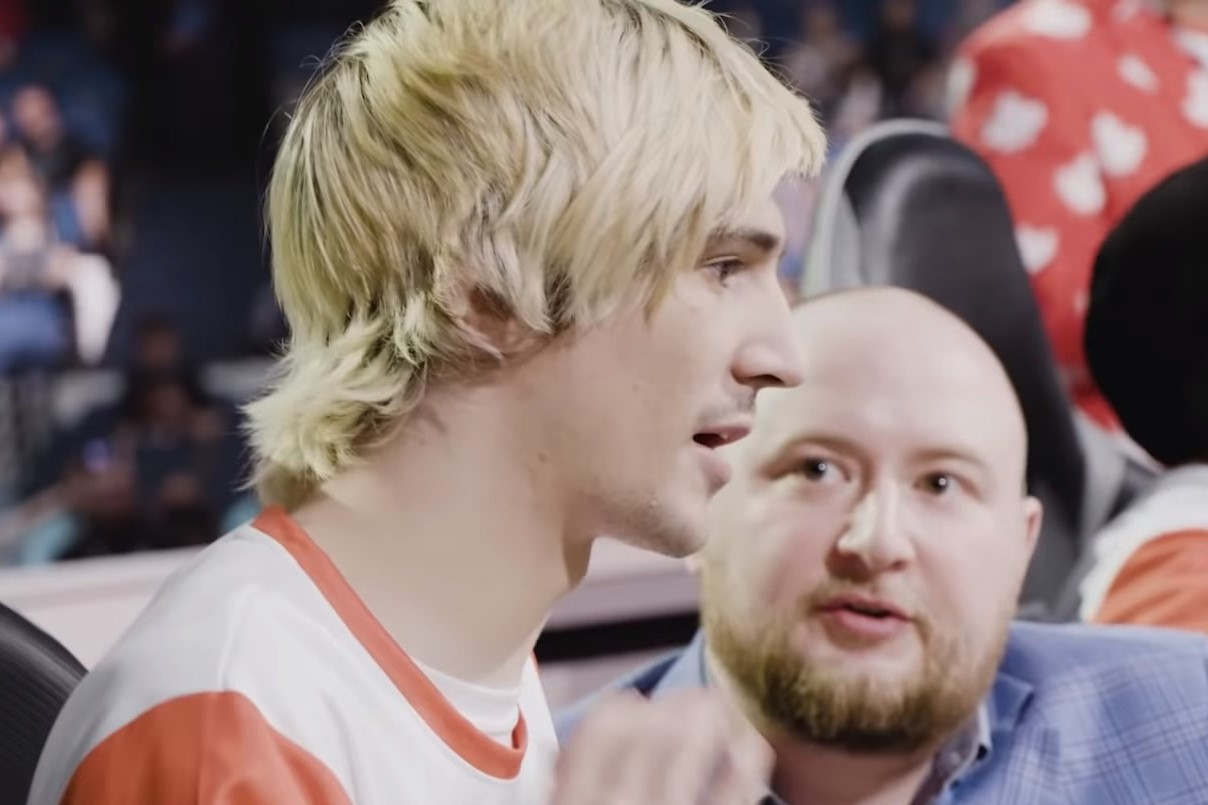
Lengyel (izquierda) en la Copa Mundial de Overwatch de 2018.

Lengyel fue fichado por los Dallas Fuel de la Overwatch League (OWL) en octubre de 2017, antes de la temporada inaugural de la liga. Antes del comienzo de la temporada, recibió dos suspensiones en su cuenta personal de Overwatch por parte de Blizzard. La primera fue una suspensión de 72 horas en noviembre, después de que usara indebidamente el sistema de informes del juego, y la segunda fue una suspensión de siete días en diciembre después de que lanzara partidas en streaming. El debut de Lengyel en la OWL se produjo en el primer partido de la temporada de los Fuel, el 10 de enero de 2018, en una derrota por 1-2 ante los Seoul Dynasty. Tras el tercer partido de la temporada del equipo, una derrota por 0-4 ante los Houston Outlaws el 18 de enero, Lengyel hizo comentarios homófobos en su stream personal de Twitch hacia el jugador de los Outlaws Austin "Muma" Wilmot, que es abiertamente gay. Lengyel se disculpó con Muma en Twitter más tarde ese mismo día, afirmando que no tenía intención de decir nada con "mala intención" y que habló "demasiado rápido". Los Fuel respondieron al incidente dejando a Lengyel en el banquillo en el siguiente partido, el 19 de enero. Ese mismo día, la Overwatch League le impuso una multa de 2.000 dólares y le suspendió por cuatro partidos. Los Fuel ampliaron la suspensión hasta el 10 de febrero.
El primer partido de Lengyel tras su suspensión fue el 23 de febrero, en la victoria por 3-1 contra Los Angeles Gladiators. Sin embargo, su regreso no duró mucho, ya que el 10 de marzo fue multado con 4.000 dólares y suspendido por la liga por otros cuatro partidos, después de que usara un emote de "manera racialmente despectiva" durante una transmisión de la Liga Overwatch y en sus redes sociales personales, así como de que utilizara "lenguaje despectivo" contra los locutores y jugadores de la Liga Overwatch en sus redes sociales y en su transmisión personal. Al día siguiente, Lengyel fue despedido del equipo. En una entrevista con The Washington Post, Lengyel dijo que no había ninguna intención de hacer comentarios racistas cuando usó el emote, y aunque "no sentía que había cometido un error en absoluto", se arrepentía de haberlo usado por la forma en que se malinterpretó. Continuó diciendo que disfrutaba jugando a Overwatch profesionalmente, pero que no estaba seguro de que fuera el camino que quería seguir.
Lengyel se unió a varios equipos de Overwatch a lo largo de los años siguientes, incluidos los equipos de Overwatch Contenders GOATS y Gladiators Legion, además de competir con el Team Canada en los mundiales de Overwatch de 2018 y 2019.

### Regreso al streaming a tiempo completo
Tras su salida de Dallas Fuel en 2018, Lengyel se centró principalmente en su carrera de streaming. En febrero de 2019, la organización de esports Sentinels lo contrató como creador de contenido, y en mayo de 2019, Lengyel se convirtió en uno de los streamers de variedades más exitosos de Twitch. Según Lengyel, recibió un baneo de tres días de Twitch el 30 de julio de 2019, por transmitir un video "sexualmente sugestivo" que mostraba brevemente un pene; la prohibición se produjo a pesar de que un empleado de Twitch permitió el video. Sin embargo, un día después, fue desbaneado. En diciembre de 2019, fue el streamer más visto de Twitch, registrando casi ocho millones de horas vistas, más de dos millones de horas más que el segundo canal más visto del mes. En el conjunto del año, fue el sexto streamer más visto, con casi 54 millones de horas de visionado; más del 14% de su tiempo de visionado provino solo de diciembre.
Lengyel recibió otra prohibición de tres días el 29 de febrero de 2020, después de que mostrara desnudos en Strip 4: Classmate Study, un juego de temática adulta basado en Connect Four. Por defecto, todos los desnudos en el juego están censurados, pero él introdujo un código en el juego que lo desencensuraba, y el personaje femenino del juego tenía los pechos al descubierto. Twitch mantuvo la prohibición después de que él apelara. A continuación, el juego encabezó la lista de "novedades y tendencias" de Steam. Hacia finales de marzo de 2020, Lengyel empezó a jugar al ajedrez en streaming, y en abril, el gran maestro de ajedrez Hikaru Nakamura empezó a ser mentor de Lengyel. Twitch y Chess.com se asociaron para crear la primera edición de PogChamps, un torneo de ajedrez que tuvo lugar del 5 al 19 de junio. Lengyel participó en el torneo. En una de las partidas, Lengyel se enfrentó a Cr1TiKaL; Cr1TiKaL le derrotó en solo seis movimientos. La partida es el vídeo más visto en el canal de YouTube de Chess.com, con más de diez millones de visitas hasta mayo de 2021. Lengyel perdió finalmente contra Ludwig Ahgren en las semifinales del cuadro de consolación. Lengyel recibió un baneo de 24 horas en Twitch en medio de PogChamps, el 12 de junio, después de que abriera accidentalmente un vídeo de dos gorilas teniendo sexo que fue enviado por uno de sus espectadores. El 27 de agosto de 2020, Centinelas se separó de Lengyel, después de que este pidiera ser liberado. Encontró una nueva organización el 1 de octubre, firmando con Luminosity Gaming. El 18 de noviembre de 2020, Lengyel estuvo baneado durante siete días después de que él y su equipo de streamers franquearan a un equipo contrario en Fall Guys durante un evento de Twitch Rivals, lo que supuso su cuarta suspensión de Twitch. También recibió un baneo de seis meses de Twitch Rivals y fue obligado a renunciar a sus ganancias de premios del evento. A pesar de sus tres prohibiciones en 2020, Lengyel tuvo el mayor número de horas de visionado, con más de 174 millones de horas, casi 50 millones más que el segundo canal.
A mediados de 2021, Lengyel lideró a todos los streamers de Twitch en términos de audiencia con 163 millones de horas vistas, lo que suponía casi el doble del segundo canal más grande. En junio de 2021, Lengyel se trasladó de nuevo a Canadá, declarando que fue víctima de varios swatings, un problema con el que han tenido que lidiar muchos streamers de Twitch, y que "tenía verdadero miedo de morir". Sus ganancias en la plataforma se filtraron en octubre de 2021, junto con las de los principales streamers de Twitch. La filtración reveló que era el streamer individual mejor pagado, ganando más de 8 millones de dólares desde 2019. Aunque se ha cuestionado la exactitud de la filtración, Lengyel confirmó que sus cifras reportadas eran correctas. Con 274 millones de horas vistas en 2021, volvió a ser el streamer más visto en Twitch. También tuvo un pico de audiencia de 173.000 espectadores, aunque estuvo muy por debajo del canal con el pico más alto, que tuvo 2,5 millones de espectadores.
A principios de abril de 2022, Lengyel participó en el experimento social r/Place, un lienzo en línea en el que los usuarios registrados de Reddit podían editar cambiando el color de un solo píxel. Después de haber apuntado a una obra de arte de Mi Pequeño Pony, dijo que había recibido más amenazas de muerte en una hora que en sus seis años anteriores de streaming juntos. Lengyel batió su récord de audiencia en Twitch durante el evento, alcanzando un máximo de 293.000 espectadores. Más tarde, ese mismo mes, batió el mismo récord mientras retransmitía una versión beta de Overwatch 2, con un pico de más de 312.000 espectadores.

## Vida personal
Lengyel nació el 12 de noviembre de 1995, al parecer en Laval, Quebec, Canadá. Es de origen húngaro.